# Iota1 Scorpii
Pour les articles homonymes, voir Iota Scorpii.
Désignations
Iota1 Scorpii (ι1 Sco / ι1 Scorpii) est une étoile binaire de la constellation du Scorpion. Elle est à environ 1800 années-lumière de la Terre et sa magnitude apparente est de +3,02 (diverses sources donnent une magnitude apparente comprise entre 2,99 et 3,03).
Iota1 Scorpii est un système binaire spectroscopique. Sa composante visible est une supergéante jaune de type spectral F2Ia. Il existe également une compagne de 13e magnitude située à 37,5 arcsecondes, soit à au moins 20 000 UA.